# حدادة (المقاطرة)

تعديل مصدري - تعديل

حدادة هي إحدى قرى عزلة معبق بمديرية المقاطرة التابعة لمحافظة لحج، بلغ تعداد سكانها 1116 نسمة حسب تعداد اليمن لعام 2004.